# Japan-dag
Japan-dag (Duits: Japan-Tag) is een Duits-Japans festival dat elk jaar gevierd wordt in mei of juni in Düsseldorf in Duitsland.
Het bestaat sinds 2002 en is de opvolger van de Japan-week (Japan-Woche) in 1983 en 1993 en het Japan-jaar (Japan-Jahr) 1999/2000. Het is het grootste festival in zijn soort in de wereld. Noordrijn-Westfalen heeft de grootste Japanse gemeenschap in Europa. In 2014 en 2016 waren er volgens Duitse media op Japan-dag circa 750.000 bezoekers, maar volgens het Japanse Consulaat in Duitsland waren er in 2007 al meer dan een miljoen mensen aanwezig.
Op het evenement is veel Japanse muziek, Japans eten en drinken, sport en cosplay. Ook is er een groot Japans vuurwerk.

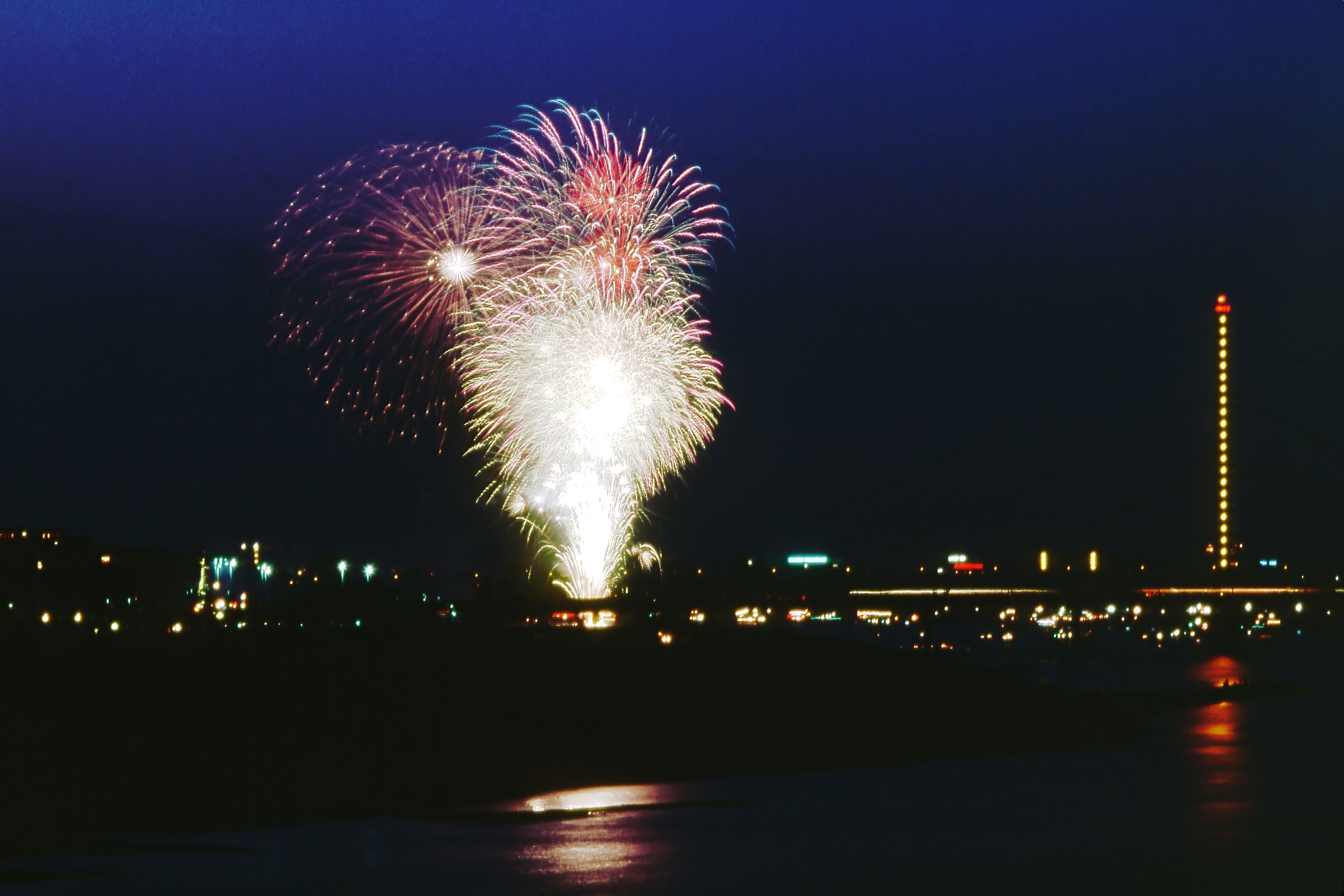
Vuurwerk Japan-week 1983
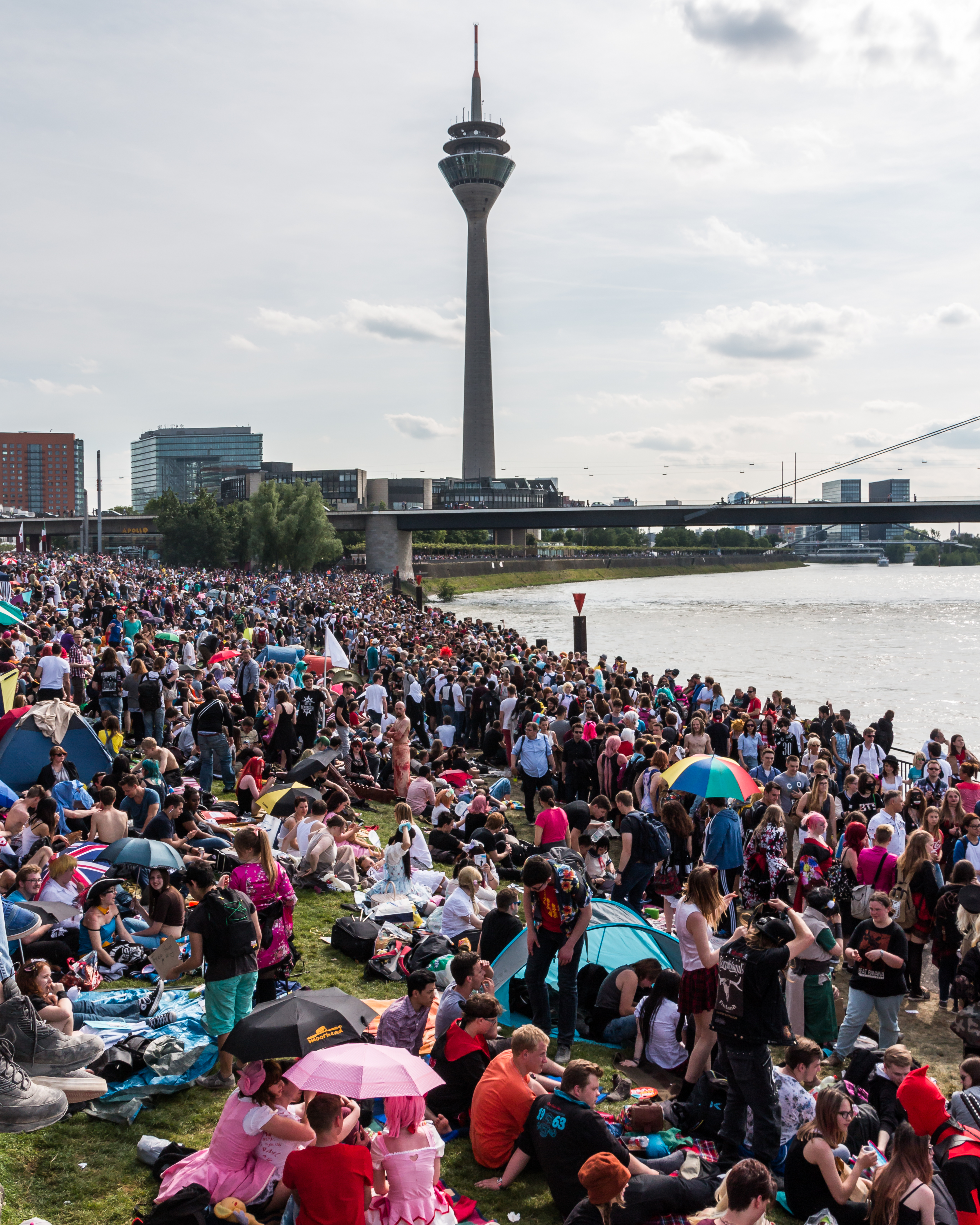
Rijnoever 2016
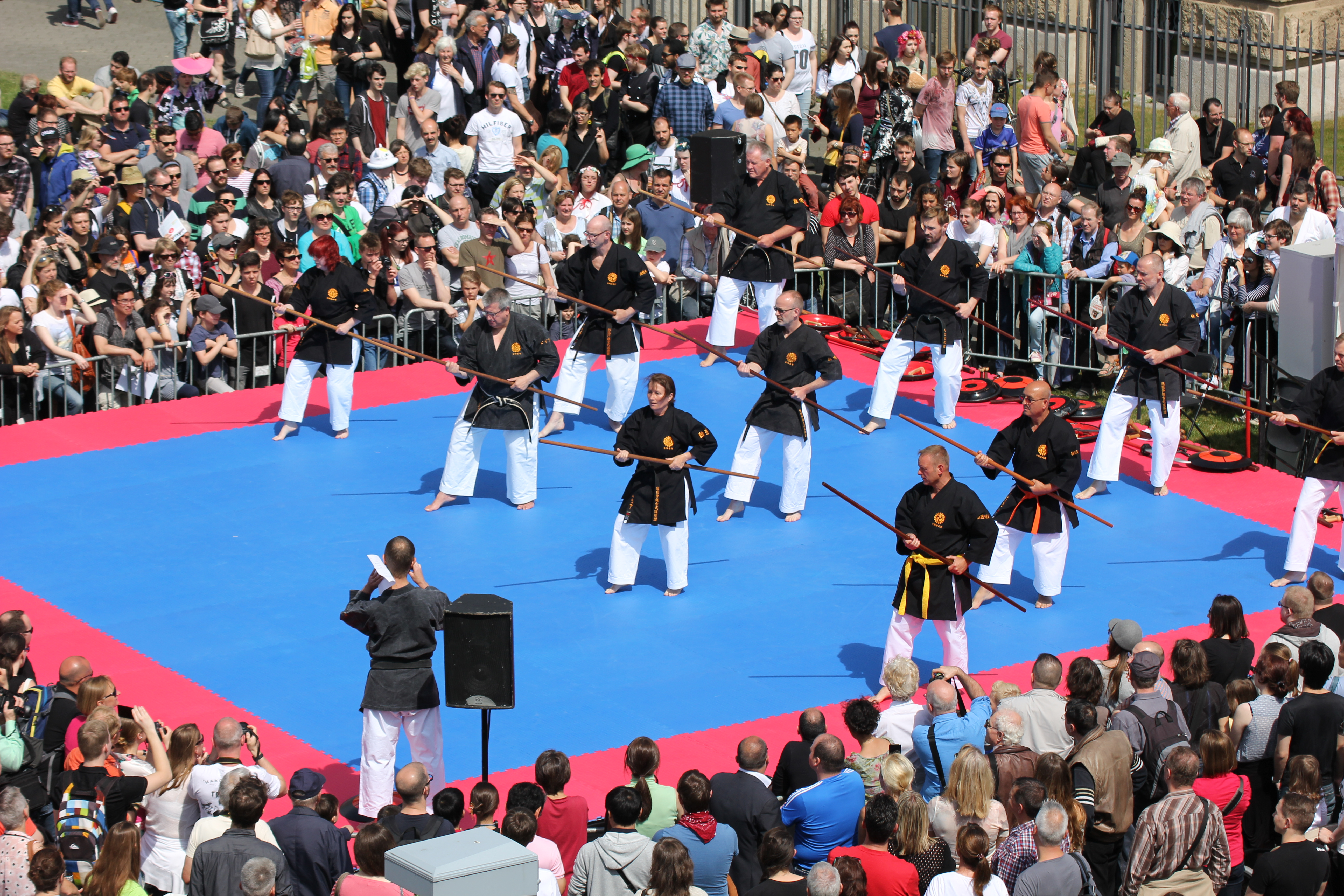
Martial arts show 2016
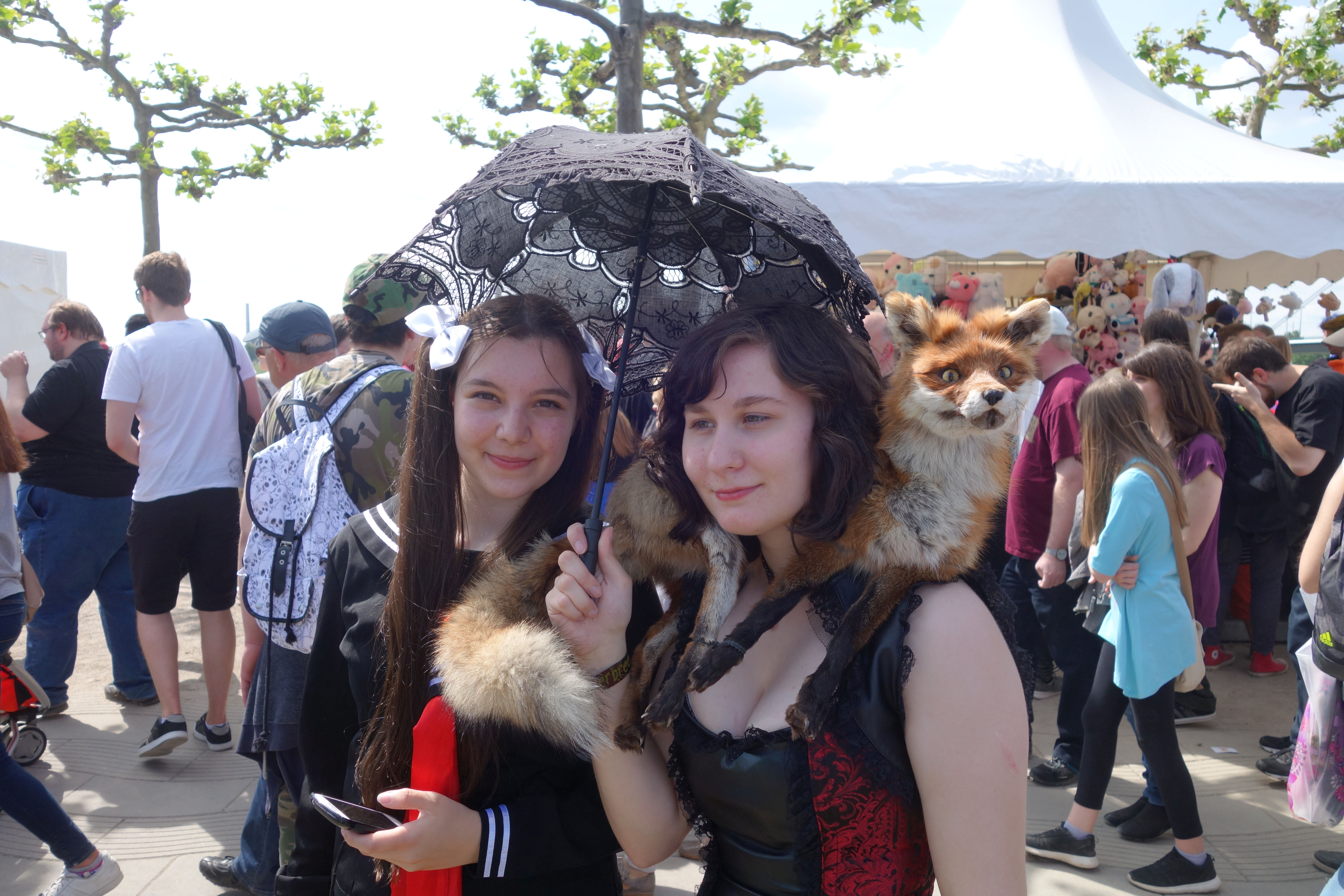
Cosplayers 2016
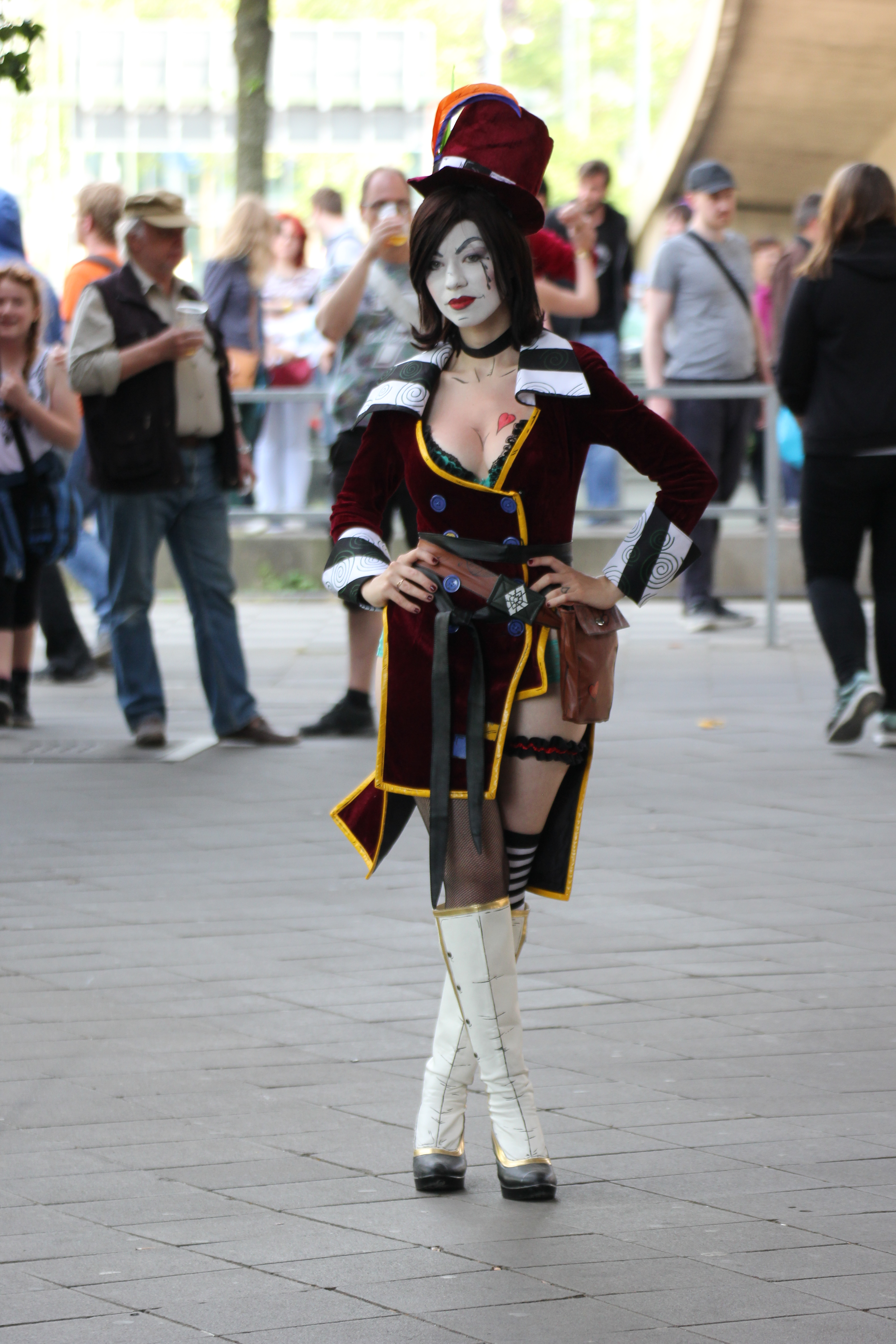
Cosplay 2016
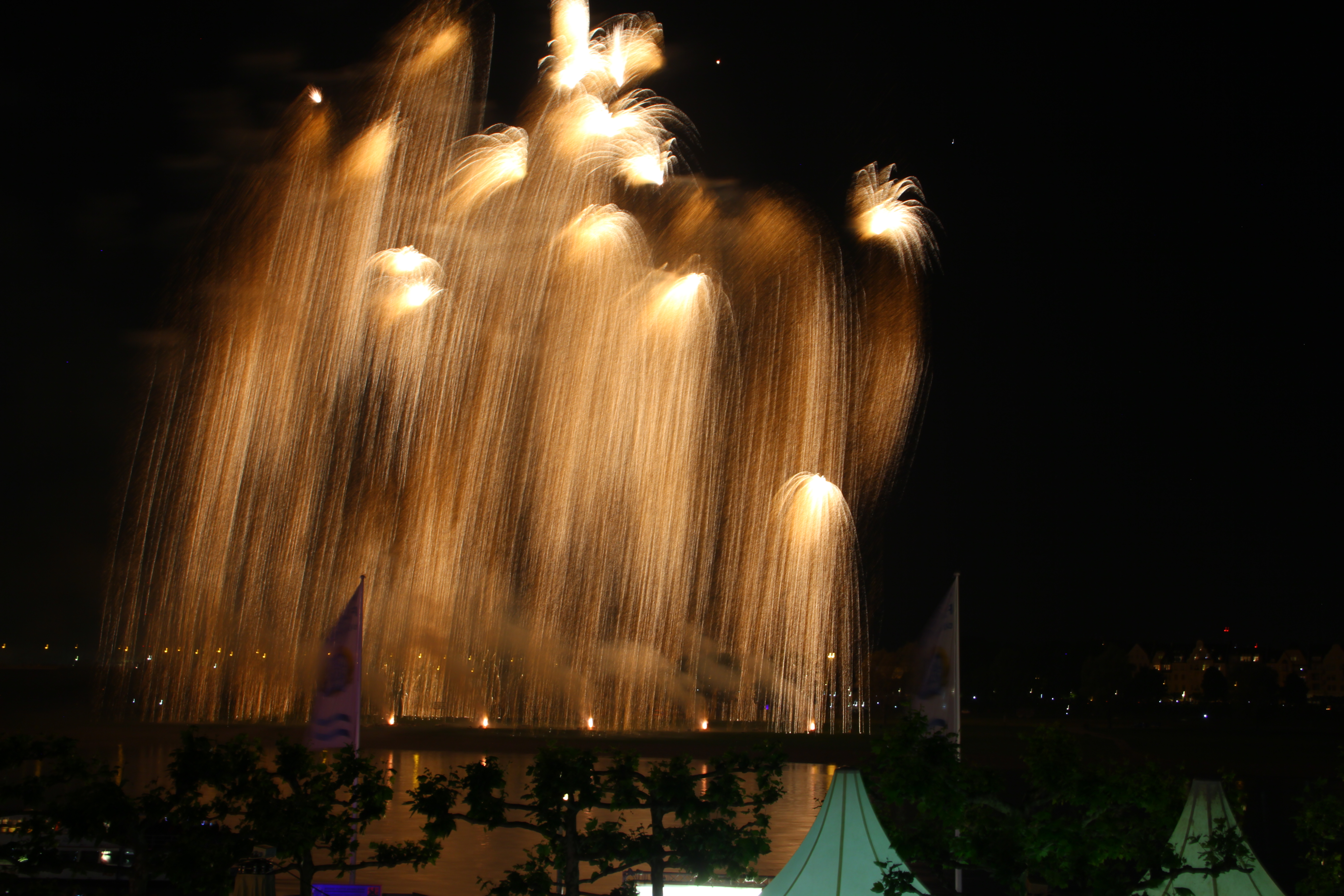
Vuurwerk in 2014
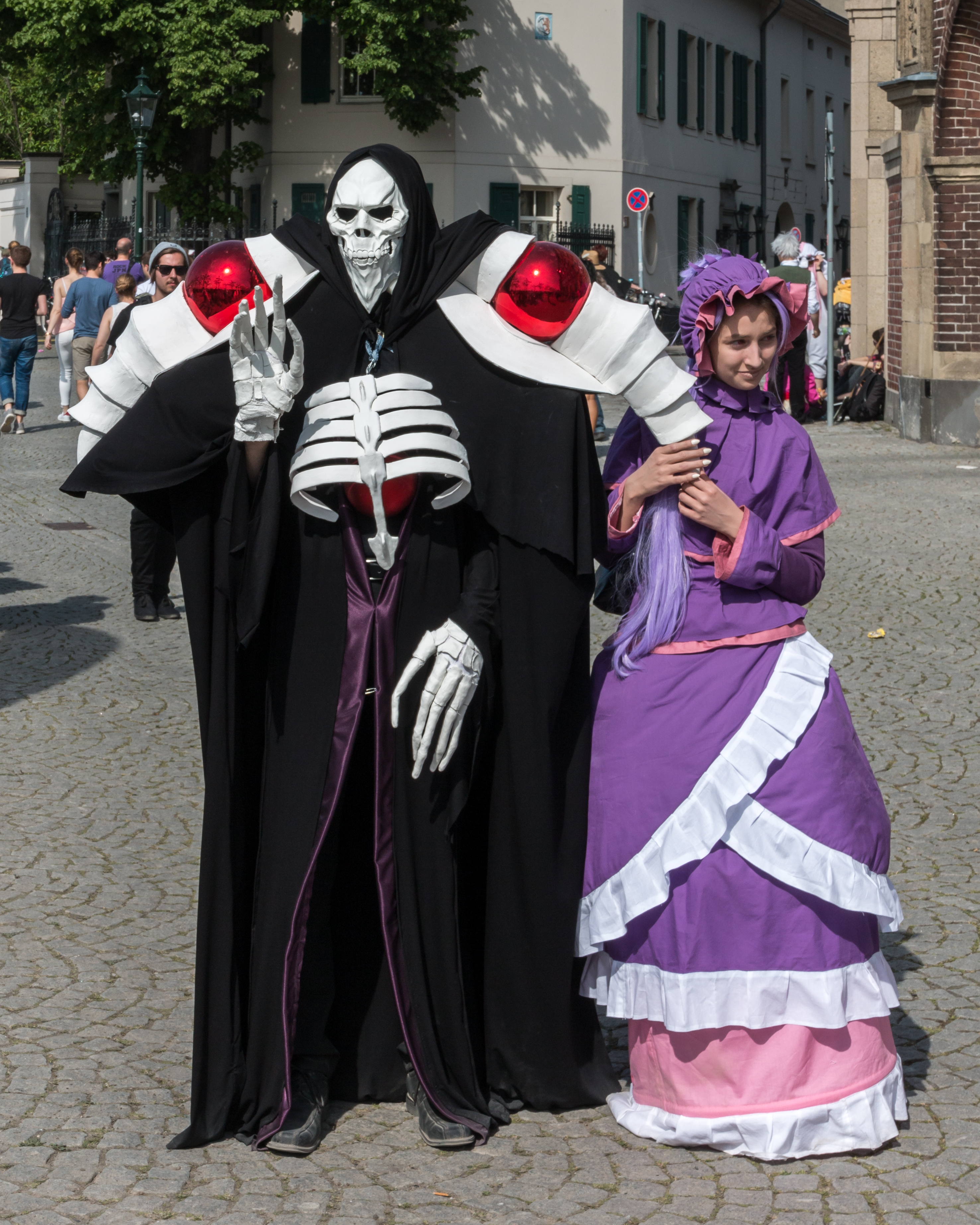
Cosplayers 2016